# 脂質異常症
脂質異常症（ししついじょうしょう、英: dyslipidemia）は、血液中に含まれる脂質が過剰、もしくは不足しているなど、脂質代謝に異常をきたした状態を指す。2007年7月に高脂血症（英: hyperlipidemia）から脂質異常症に改名された。

## 診断基準および病態による分類
脂質異常症（高脂血症）は診断基準による分類と病態による分類とがある。診断基準による分類には、高コレステロール血症、高LDLコレステロール血症、低HDLコレステロール血症、高トリグリセリド血症といった種別があり、世界保健機関 (WHO) の基準に基づき日本動脈硬化学会が診断基準を定めている。一方、病態による分類はリポタンパク質の増加状態より分類するものであり、世界保健機関の1970年報告に基づき日本動脈硬化学会が2013年版脂質異常症治療ガイドに脂質異常症表現型の分類法として記載した。

### 診断基準による分類法

#### 高コレステロール血症
高コレステロール血症（Hypercholesterolemia）とは、血液中の総コレステロール値が高い（220ミリグラム (mg)/デシリットル (dL)以上）タイプの脂質異常症である。生活習慣による脂質異常症の多くがこのタイプである。1997年の国民栄養調査では、日本人の男27%、女33%が該当する。フラミンガムスタディにおいて使用されたため、この値と生活習慣病との関連が注目されたという意味で重要だが、WHO、アメリカ合衆国、日本のガイドラインは、いずれも総コレステロール値に注目していない。
ただし、LDLコレステロールの直接測定法は、主に日本で使われており、欧米では総コレステロール、中性脂肪、HDLコレステロール値から計算するLDLコレステロール値（Friedewaldの計算式{LDL-C=TC-（HDL-C）-TG/5}）を使用しており、日本でも日本動脈硬化学会の「動脈硬化性疾患予防ガイドライン2012年版」から、Friedewaldの計算式によるLDLコレステロール値を用いることとなった。ただし、計算式は TGが400mg/dL未満のとき有効である。

#### 高LDLコレステロール血症
高LDLコレステロール血症（高LDL-C血症）とは、LDL中のコレステロールが血液中に多く存在する（140 mg/dL 以上）タイプの脂質異常症である。アメリカ合衆国のACC/AHAガイドラインでは、家族性高コレステロール血症以外についてはLDLの目標値を設定するエビデンスはないとされていた。LDLコレステロールは単にコレステロールを肝臓から他の臓器に運ぶ働きがあるだけで、その存在自体は体にとって必要であり、単純に悪玉であるとは考えられていない。

#### 低HDLコレステロール血症
低HDLコレステロール血症（低HDL-C血症）とは、血液中の善玉コレステロール (HDL) が少ない（40 mg/dL 未満）タイプの脂質異常症である。特に女性において、心血管疾患の重要なリスクファクターとなりうる。1997年の国民栄養調査では、日本人の男性の16%、女性の5%が該当する。この病態は脂質が低下して起こるため、高脂血症から脂質異常症へと改名される主な理由となった。

#### 高トリグリセリド血症
高トリグリセリド血症（高TG血症）とは、血液中に中性脂肪（トリグリセリド）が多く存在する（150 mg/dL 以上）タイプの脂質異常症である。1997年の国民栄養調査では、日本人の男45%、女33%が該当する。内臓脂肪型肥満の人に多い。
一時期（米国ATP-IIのころ）、その心血管疾患との関連が疑問視されたが、やはり関連はあると考える人が多い。RLP-C (Remnant-like lipoprotein particles-cholesterol) の高TG血症における動脈硬化発症への関与が示唆されている。

### （WHO型）病態分類法
1965年Fredriksonらは、ヒトのコレステロールや中性脂肪を超遠心分析法と濾紙電気泳動法で分析し、高脂血症（現在の脂質異常症）をI型・II型・III型・IV型・V型と命名し、1970年に世界保健機構もこの分類法を承継してI型・IIa型・IIb型・III型・IV型・V型とするWHO型の病態分類法を制定し、日本動脈硬化学会も、同上の脂質異常症の表現型分類を「脂質異治療ガイド2013年版」に掲載した。しかし、旧態のWHO型は、最近使われなくなった分析法による分類で、実際の判定に使用され難くなっていた。また、日本動脈硬化学会の2013年版も、リポ蛋白質の種類やコレステロールおよびトリグリセライドが増加したか否かの表現で具体的な判定法が示されていなかった。2019年久保田らは、最近臨床検査室で日常使われている分析法の測定結果を用いて、改変型WHO病態分類法を提案し、具体的な数値でもって判定することができるようになった。
特徴的な病態
IIa型脂質異常症 : 家族性高コレステロール血症の家系に多い。コレステロールが高く、VLDLや中性脂肪 (TG) は正常に近い。
IIb 型脂質異常症 : 家族性高コレステロール血症の家系に多い。コレステロールが高く、VLDLや中性脂肪 (TG) も正常より高い。
III型脂質異常症 : 遺伝的にアポタンパクE2/2ホモタイプに出現することが多い。VLDLが高くLDLがほとんどないタイプ。若くして心筋梗塞になりやすいが、発症しない人もいる。
IV型脂質異常症 : コレステロールは正常より若干高い。VLDLや中性脂肪 (TG) も非常に高い。アポタンパクE4を持っていることが多い。
V型脂質異常症 : VLDLや中性脂肪 (TG) が非常に高く、LDLが相当低いタイプ。LDLコレステロールが低いからと放置すると膵炎を起こすことがある。
遺伝的にリパーゼ (LPL, HDGL) などの欠損または活性機能障害の時に発症することがある。
| | 脂質異常症WHO型の簡易判定法 |            |            |                                           |
| WHO型 | VLDL分画(%)                 | IDL分画(%) | HDL分画(%) | その他                                    |
| I型 | ND                          | ND         | ND         | IDL、LDL、HDL分画のピーク値のODが0.03以下 |
| IIa型 | 15%未満                     | ND         | 33%未満    | 総コレステロール値が220mg/dL以上          |
| IIb型 | 15-25%以内                  | ND         | 33%未満    | 総コレステロール値が220mg/dL以上          |
| III型 | 30%以上                     | 10%以上    | ND         | LDLのピーク値のODが 0.1以下               |
| IV型 | 20%以上                     | ND         | 33%未満    | V型、III型、IIb型でないこと               |
| V型 | 30%以上                     | ND         | 10%以上    | IDL、LDL分画のピーク値のODが0.1以下       |
| 注1. 分画 (%) は、リポ蛋白分画（PAGE法、80点）のリポフォーAS(R)の検査報告書に記載されている。 注2. 本WHO型の簡易判定法は、下記参考文献1の表2の小粒子LDL（sLDL）をIV型に含め簡素化したものである。sLDLを考慮されたい者は、を参照のこと。 注3. ODはOptical Density（pixel）、NDはNot Dependent。 |                             |            |            |                                           |

## 脂質についての血液検査の参考基準値
米国ACC/AHAガイドラインでは、LDLコレステロールの目標値を設定するエビデンスはないとしている。日本動脈硬化学会はこれに対し、“日本の実臨床の場では管理目標値があったほうが治療しやすく、多くの実地臨床家がガイドラインを遵守し、またその目安を求めている。 患者の治療に対するアドヒアランスも考慮すると従来通りガイドラインの管理目標値を維持するべきであるとの結論にいたった”としているが、各方面から多くの批判がある。
| 項目 | 被験者のタイプ | 下限値        | 上限値   | 単位         | 最適範囲                           |
| --- | -------------- | ------------- | -------- | ------------ | ---------------------------------- |
| 中性脂肪（トリグリセリド） | 10–39 歳       | 54            | 110      | mg/dL        | <100 mg/dL または 1.1 mmol/L       |
| 中性脂肪（トリグリセリド） | 10–39 歳       | 0.61          | 1.2      | mmol/L       | <100 mg/dL または 1.1 mmol/L       |
| 中性脂肪（トリグリセリド） | 40–59 歳       | 70            | 150      | mg/dL        | <100 mg/dL または 1.1 mmol/L       |
| 中性脂肪（トリグリセリド） | 40–59 歳       | 0.77          | 1.7      | mmol/L       | <100 mg/dL または 1.1 mmol/L       |
| 中性脂肪（トリグリセリド） | >60 歳         | 80            | 150      | mg/dL        | <100 mg/dL または 1.1 mmol/L       |
| 中性脂肪（トリグリセリド） | >60 歳         | 0.9           | 1.7      | mmol/L       | <100 mg/dL または 1.1 mmol/L       |
| 総コレステロール |                | 3.0, 3.6      | 5.0, 6.5 | mmol/L       | <3.9                               |
| 総コレステロール | 120, 140       | 200, 250      | mg/dL    | <150         |                                    |
| HDLコレステロール | 女性           | 1.0, 1.2, 1.3 | 2.2      | mmol/L       | >1.0 or 1.6 mmol/L >40 or 60 mg/dL |
| HDLコレステロール | 女性           | 40, 50        | 86       | mg/dL        | >1.0 or 1.6 mmol/L >40 or 60 mg/dL |
| HDLコレステロール | 男性           | 0.9           | 2.0      | mmol/L       | >1.0 or 1.6 mmol/L >40 or 60 mg/dL |
| HDLコレステロール | 男性           | 35            | 80       | mg/dL        | >1.0 or 1.6 mmol/L >40 or 60 mg/dL |
| LDLコレステロール† |                | 2.0, 2.4      | 3.0, 3.4 | mmol/L       | <2.5                               |
| LDLコレステロール† | 80, 94         | 120, 130      | mg/dL    | <100         |                                    |
| LDL/HDL比 |                | 不明          | 5        | （単位なし） |                                    |
| 空腹時にトリグリセリドが <400 mg/dL であれば LDLコレステロール = 総コレステロール − HDLコレステロール − トリグリセリド/5 （トリグリセリド >500 mg/dL の場合無効） |                |               |          |              |                                    |

脂質血液検査 (Lipid blood tests) は、空腹時状態での血液検査となり Fasting Lipids LDL/HDL/TG と呼ばれ表記されている。

### 日本における基準値の変遷
ガイドラインの改定に伴い基準値は変更されている。
| 1997年 | 内容                                                                                                 | 内容                                | 内容                          |
| ------ | --- | ----------------------------------- | ----------------------------- |
| 1997年 | 冠動脈疾患の予防、治療の観点から見た日本人のコレステロール値適正域及び高コレステロール血症診断基準値 |                                     |                               |
| 1997年 | 要素                                                                                                 | 血清総コレステロール(mg/dl)         | LDLコレステロール(mg/dl)      |
| 1997年 | 適正域                                                                                               | 200未満                             | 120未満                       |
| 1997年 | 境界域                                                                                               | 200〜219                            | 120〜139                      |
| 1997年 | 高コレステロール血症                                                                                 | 220以上                             | 140以上                       |
| 1997年 | 高トリグリセライド血症の診断基準値                                                                   | 高トリグリセライド血症の診断基準値  | 空腹時トリグリセライド(mg/dl) |
| 1997年 | 空腹時トリグリセライド                                                                               | 空腹時トリグリセライド              | 150以上                       |
| 1997年 | 低HDLコレステロール血症の診断基準値                                                                  | 低HDLコレステロール血症の診断基準値 | HDLコレステロール(mg/dl)      |
| 1997年 | HDLコレステロール                                                                                    | HDLコレステロール                   | 40未満                        |
| 2002年 | 内容                                                                                                 | 内容                                | 内容                          |
| 2002年 | 高コレステロール血症                                                                                 | 総コレステロール                    | ≧ 220 mg/dl                   |
| 2002年 | 高LDLコレステロール血症                                                                              | LDLコレステロール                   | ≧ 140 mg/dl                   |
| 2002年 | 低HDLコレステロール血症                                                                              | HDLコレステロール                   | ＜ 40 mg/dl                   |
| 2002年 | 高トリグリセライド血症                                                                               | トリグリセライド                    | ≧ 150 mg/dl                   |
| 2007年 | 内容                                                                                                 | 内容                                | 内容                          |
| 2007年 | 高LDLコレステロール血症                                                                              | LDLコレステロール                   | ≧ 140 mg/dl                   |
| 2007年 | 低HDLコレステロール血症                                                                              | HDLコレステロール                   | ＜ 40 mg/dl                   |
| 2007年 | 高トリグリセライド血症                                                                               | トリグリセライド                    | ≧ 150 mg/dl                   |
| 2007年 | 「薬物療法の開始基準を表記していない」旨の注記がある。                                               |                                     |                               |
| 2017年 | 内容                                                                                                 | 内容                                | 内容                          |
| 2017年 | 高LDLコレステロール血症                                                                              | LDLコレステロール                   | ≧ 140 mg/dl                   |
| 2017年 | 境界域高LDLコレステロール血症                                                                        | LDLコレステロール                   | 120〜139 mg/dl                |
| 2017年 | 低HDLコレステロール血症                                                                              | HDLコレステロール                   | ＜ 40 mg/dl                   |
| 2017年 | 高トリグリセライド血症                                                                               | トリグリセライド                    | ≧ 150 mg/dl                   |
| 2017年 | 高non-HDLコレステロール血症                                                                          | Non-HDLコレステロール               | ≧ 170 mg/dl                   |
| 2017年 | 境界域高HDLコレステロール血症                                                                        | Non-HDLコレステロール               | 150〜169 mg/dl                |

## 根本要因による分類

### 生活習慣に起因する脂質異常症
喫煙や食生活の乱れ・運動不足・糖尿病、睡眠不足などにより、血中脂質値が上昇した状態。食生活の改善や運動の習慣化などにより改善されることが多い。

### 家族性脂質異常症
悪玉コレステロール (LDL) の代謝異常など先天的要因による脂質異常症で、治療回復が困難である。
I型家族性脂質異常症
末梢組織が血液中を循環するリポタンパク質から脂肪酸を受け取る際に使われるリポタンパク質リパーゼ、あるいはそれを活性化するアポ蛋白である apo C-II の機能不全により、血液中の脂肪が末梢に行き渡らず、血液中に増えるために起こる。血中キロミクロン濃度の増加が見られる。
II型家族性脂質異常症
悪玉コレステロール (LDL) はLDL受容体を介して末梢細胞に取り込まれるが、このLDL受容体を欠損あるいは障害を受けた場合に発症し、血中のLDLが増加するために発症する。
III型家族性脂質異常症
末梢細胞によるリポ蛋白認識の際にマーカーとなるアポ蛋白Eの3種の分子種（apo E2、E3およびE4）のうち、正常型のE3に対して受容体への結合力の弱いE2を発現していると、キロミクロンレムナントや中間比重リポタンパク (IDL) の血中からのクリアランスが低下してこれらが蓄積するために発症する。特徴的な症状には手掌線条黄色腫がある。

### 二次性脂質異常症
甲状腺機能低下症・ネフローゼ症候群・神経性食思不振症・一部の型の糖原病・リポジストロフィなどによる。閉経後や妊娠中も血清脂質が上昇する。

## 合併症
黄色腫は皮膚にリポタンパク質を貪食したマクロファージが集合してできる、黄色い腫瘤で、高コレステロール血症と高トリグリセリド血症に合併して起こる。

## 治療
体脂肪率の減少により大きく数値を低下させることが可能である。2から3キログラムの減量が大きな影響を与える。
治療内容はLDL-C値 ≧140 mg/dL、TG ≧150 mg/dL、HDL-C <40 mg/dL にてその他の動脈硬化のリスクファクターによって異なる。空腹時にTG <400 mg/dL であれば LDL-C = TC − HDL − TG/5、という関係式も知っておくと便利である。LDL-Cが上昇している場合は甲状腺機能低下症、ネフローゼ症候群、ステロイドの使用状況も念頭におき、二次性であれば原疾患の治療を優先する。
| | 管理区分 | LDL-C | non-HDL-C | TG   | HDL-C |
| --- | -------- | ----- | --------- | ---- | ----- |
| 一次予防 生活習慣（食事・運動）の改善を優先する | 低リスク | <160  | <190      | <150 | ≧40   |
| 一次予防 生活習慣（食事・運動）の改善を優先する | 中リスク | <140  | <170      | <150 | ≧40   |
| 一次予防 生活習慣（食事・運動）の改善を優先する | 高リスク | <120  | <150      | <150 | ≧40   |
| 二次予防 生活習慣の是正に加え薬物治療を考慮する | 下記以外 | <100  | <130      | <150 | ≧40   |
| 二次予防 生活習慣の是正に加え薬物治療を考慮する | FH，ACS  | <70   | <100      | <150 | ≧40   |
| - 冠動脈疾患の既往がない場合にその発症予防を目的とする場合は一次予防、 既往がありその再発予防を目的とする場合はニ次予防。 - 管理区分のリスクは、性別、年齢、危険因子の個数等で求められる。より精密には、吹田スコアが用いられる。 |          |       |           |      |       |

### 食事療法

#### 総摂取エネルギーの適正化
日常の生活強度に合った食事をする必要がある。目安は、
- 総エネルギー量 (kcal) = 標準体重 (kg) × 生活活動強度指数 (kcal)
  - 生活活動強度指数
    - 軽労働（主婦・デスクワーク）：25–30 kcal
    - 中労働（製造・販売業・飲食店）：30–35 kcal
    - 重労働（建築業・農業・漁業）：35–40 kcal

で計算し、食事量を決める。エネルギー量の計算は、80 kcal を1単位として計算する方法が簡単で、一般的である。例えば、デスクワークの多い成人男性では、1,500kcal〜1,600kcal（約20単位）ということになる。
- 標準体重 (kg) (BMI) = 身長の2乗 (m2) × 22

基準体重での基礎代謝量（年齢・性別毎の標準的な一日あたりの基礎代謝量）は基礎代謝基準値と体重の積で求めることができる。
- 基準体重での基礎代謝量 (kcal/日) = 基礎代謝基準値 (kcal/kg/日) × 体重 (kg)

|        | 男性                         | 男性          | 男性                              | 女性（妊婦、授乳婦を除く）   | 女性（妊婦、授乳婦を除く） | 女性（妊婦、授乳婦を除く）        |
| 年齢   | 基礎代謝 基準値 (kcal/kg/日) | 基準体重 (kg) | 基準体重での 基礎代謝量 (kcal/日) | 基礎代謝 基準値 (kcal/kg/日) | 基準体重 (kg)              | 基準体重での 基礎代謝量 (kcal/日) |
| ------ | ---------------------------- | ------------- | --------------------------------- | ---------------------------- | -------------------------- | --------------------------------- |
| 1–2    | 61.0                         | 11.7          | 710                               | 59.7                         | 11.0                       | 660                               |
| 3–5    | 54.8                         | 16.2          | 890                               | 52.2                         | 16.2                       | 850                               |
| 6–7    | 44.3                         | 22.0          | 980                               | 41.9                         | 21.6                       | 920                               |
| 8–9    | 40.8                         | 27.5          | 1,120                             | 38.3                         | 27.2                       | 1,040                             |
| 10–11  | 37.4                         | 35.5          | 1,330                             | 34.8                         | 34.5                       | 1,200                             |
| 12–14  | 31.0                         | 48.0          | 1,490                             | 29.6                         | 46.0                       | 1,360                             |
| 15–17  | 27.0                         | 58.4          | 1,580                             | 25.3                         | 50.6                       | 1,280                             |
| 18–29  | 24.0                         | 63.0          | 1,510                             | 22.1                         | 50.6                       | 1,120                             |
| 30–49  | 22.3                         | 68.5          | 1,530                             | 21.7                         | 53.0                       | 1,150                             |
| 50–69  | 21.5                         | 65.0          | 1,400                             | 20.7                         | 53.6                       | 1,110                             |
| 70以上 | 21.5                         | 59.7          | 1,280                             | 20.7                         | 49.0                       | 1,010                             |

- 日本における平均身長[注釈 1]でのBMI基礎代謝量：男子 1,450 kcal、女子 1,210 kcal
  - 軽労働（主婦・デスクワーク）：男子 1,630–1,950 kcal、女子 1,390–1,670 kcal
  - 中労働（製造・販売業・飲食店）：男子 1,950–2,280 kcal、女子 1,670–1,950 kcal
  - 重労働（建築業・農業・漁業）：男子 2,280–2,600 kcal、女子： 1,950–2,230 kcal

#### 栄養素配分の適正化
その他、以下の点に注意して食事をすることが重要である。
- 毎日、いろいろな食品をとり混ぜて、バランスよく摂取する。
- アルコール、甘いものは控えめにする。
- 食物繊維をとる。
- 1日3食きちんと食べる。

食事療法でよく問題になる卵に関しては、2006年11月厚生労働省研究班が「卵を毎日食べても食べなくても、心筋梗塞になる危険度はあまり変わらない」との疫学調査を発表した。
- 炭水化物：60%
- たんぱく質：15%–20%（獣鳥肉より魚肉・大豆たんぱくを多くする）
- 脂肪：20%–25%（獣鳥性脂肪を少なくし、植物性・魚肉性脂肪を多くする）
- コレステロール：1日 300 mg 以下
- 食物繊維：25 g 以上
- アルコール：25 g 以下（他の合併症を考慮して指導する）
- その他：ビタミン（C、E、B6、B12、葉酸など）やポリフェノールの含量が多い野菜・果物などの食品を多くとる（ただし、果物は単糖類の含量も多いので摂取量は1日80〜100kcal以内が望ましい）。

##### 卵とLDLの関係
2025年7月、LDL-C値135.35mg/dL未満の成人61名を対象とした無作為化クロスオーバー臨床試験の結果が発表された。其々の食事を5週間ずつ継続した結果、卵摂取群では対照群に比べてLDL-C値は有意に低かったが、卵非摂取群では差が見られなかった。これにより、食事中の飽和脂肪酸を減らした場合、卵を多く摂取しても、LDL-C値を上昇させないことが示された。
|            | 食事内容                                                              | LDL-C値 (mg/dL) |
| ---------- | --------------------------------------------------------------------- | --------------- |
| 卵摂取群   | コレステロール600mg/日（卵2個/日を含む） 飽和脂肪酸エネルギー比率6％  | 103.6 ± 3.1     |
| 卵非摂取群 | コレステロール300mg/日（卵を含まない） 飽和脂肪酸エネルギー比率12％   | 107.7 ± 3.1     |
| 対照群     | コレステロール600mg/日（卵1個/週を含む） 飽和脂肪酸エネルギー比率12％ | 109.3 ± 3.1     |

##### 炭水化物の摂取基準
ヒトが1日に必要とする炭水化物は、総エネルギー必要量の50%から70%を目標にすべきとされる。
ただし、他国の例を見ると疑問が残るので、注意が必要。
脳の代謝を考慮すると、グルコースとなる炭水化物の最低必要量は100g/日と推定されるが、これ以下の摂取であっても肝臓における糖新生によりグルコースが供給される場合がある。食物繊維の望ましい摂取量は、成人男性で19g/日以上、成人女性で17g/日以上である。またWHO/FAOの2003年のレポートで、砂糖は総エネルギー必要量の10%未満にすべきだと勧告されている。
|          | 標準男性  | 標準男性  | 標準男性  | 標準女性  | 標準女性  | 標準女性  |
| -------- | --------- | --------- | --------- | --------- | --------- | --------- |
| 生活強度 | 低い      | 普通      | 高い      | 低い      | 普通      | 高い      |
| 18–29歳  | 288–400 g | 331–464 g | 381–534 g | 219–306 g | 256–359 g | 294–411 g |
| 70歳以上 | 200–280 g | 231–324 g | 263–368 g | 169–237g  | 194–271 g | 219–306 g |

##### タンパク質の必要量と摂取基準
成人の日本人のタンパク質の推定平均必要量は、0.72 g/kg 体重/日であるとされている。これは、窒素出納実験により測定された良質タンパク質の窒素平衡維持量をもとに、それを日常食混合タンパク質の消化率で補正して推定平均必要量を算定している。
タンパク質の推定平均必要量 (g/kg 体重/日) = 0.65（窒素平衡維持量）(g/kg 体重/日) ÷ 0.90 （消化率） = 0.72 (g/kg 体重/日)
例えば体重70kgの成人の日本人ならタンパク質の必要量は、50 g/日となる。
2003年、世界保健機関 (WHO) と国連食糧農業機関 (FAO) は「食事、栄養と生活習慣病の予防」(Diet, Nutrition and the Prevention of Chronic Diseases) を報告している。
| 食物要素   | 食物要素   | 目標（総エネルギーに対する%） |
| ---------- | ---------- | ----------------------------- |
| たんぱく質 | たんぱく質 | 10-15%                        |

##### 栄養摂取目標の範囲と摂取バランス
| 食物要素                       | 食物要素   | 目標（総エネルギー%） |
| ------------------------------ | ---------- | --------------------- |
| 総脂肪                         | 総脂肪     | 15%–30%               |
|                                | 飽和脂肪酸 | 10%未満               |
| 多価不飽和脂肪酸（多価不飽和） | 6%–10%     |                       |
| ω-6脂肪酸（多価不飽和）        | 5%–8%      |                       |
| ω-3脂肪酸（多価不飽和）        | 1%–2%      |                       |
| トランス脂肪酸                 | 1%未満     |                       |
| 一価不飽和脂肪酸               | 差分       |                       |

タンパク質 (protein)・脂肪 (fat)・炭水化物 (carbohydrate) のカロリーベースでの摂取バランスのことを、それぞれの頭文字をとって「PFCバランス」という。この中で、脂肪の比率を25%–30%以下に抑えることが、生活習慣病を予防するための食生活指針の考えの一つとなっている。炭水化物は一般的に60%前後ともっとも多く必要だと考えられており、日本の食生活指針では炭水化物を主に提供する食品を主食としている。

#### 食物繊維を多く含む代表的な食品と種類
食物繊維は全粒穀物や豆に多く含まれる。大きく水溶性食物繊維 (soluble dietary fiber, SDF) と不溶性食物繊維 (insoluble dietary fiber, IDF) に分けられる。
| 食品名          | 食物繊維の量 (g) |
| --------------- | ---------------- |
| 大麦            | 15.6             |
| 金時豆          | 15.7             |
| ヒヨコマメ      | 10.7             |
| 玄米            | 3.0              |
| オートミール    | 9.4              |
| サツマイモ      | 2.3              |
| きな粉          | 16.9             |
| 糸引き納豆      | 6.7              |
| ゴマ            | 10.8             |
| ブロッコリー    | 2.6              |
| ニンジン 皮むき | 2.5              |
| タマネギ        | 1.6              |
| キャベツ        | 1.8              |
| モヤシ          | 1.8              |
| セロリアック    | 1.8              |
| セロリ          | 1.6              |
| リンゴ          | 1.5              |
| ナシ            | 0.9              |

- 水溶性食物繊維が多く含まれる食べ物 - 大麦、オートミール、全粒粉、ライ麦、キンカン、アボカド、うずら豆、インゲン豆、そらまめ、あずき、納豆、テンペ、さつまいも、なめこ、甘栗、アーティチョーク、えだまめ、オクラ、ごぼう、大根、にんにく、ふきのとう、芽キャベツ、にんじん、モロヘイヤ、海藻など。
- 水溶性食物繊維
  - ペクチン - 果物に多く含まれる。
  - グアー豆酵素分解物 - 増粘安定剤（食品添加物）として用いられる。
  - アガロース - 海藻のうち紅藻の細胞壁の主要構成要素であり、紅藻から抽出される寒天の主成分。
  - グルコマンナン - こんにゃくの主成分。
  - ポリデキストロース - 化学的に合成された人工の水溶性食物繊維。
  - アルギン酸ナトリウム - 海藻のうち褐藻の細胞壁の主要構成要素であり、コンブなどに含まれる。
  - イヌリン - ごぼうやきくいもなどキク科植物の根茎に含まれる。
  - カラギーナン - やはずつのまたやすぎのりなどの紅藻類に多く含まれる多糖。
- 不溶性食物繊維が多く含まれる食品 - 大麦、玄米、オートミール、全粒粉、ライ麦、リンゴ、セイヨウナシ、キンカン、アボカド、インゲン豆、うずら豆、そらまめ、あずき、納豆、テンペ、大豆、さつまいも、なめこ、甘栗、アーティチョーク、キャベツ、ブロッコリー、えだまめ、オクラ、ごぼう、大根、ニンニク、ふきのとう、芽キャベツ、にんじん、モロヘイヤ、海藻など。
- 不溶性食物繊維
  - セルロース、ヘミセルロース、リグニン - 植物の細胞壁の主要構成要素で、野菜など植物性食品から多く得られる。
  - キチン、キトサン - 甲殻類の殻や菌類の細胞壁などの主成分。

### 運動療法
医者と相談してメニューを決めて実行する。
- 量・頻度
  - 1日30分以上（できれば毎日）、週180分以上。
- 種類
  - 速歩、社交ダンス、水泳、サイクリングなど。

### 投薬による治療
スタチン系などの脂質降下薬で、ある程度血中の中性脂肪やコレステロールを下げることができ、合併症の発症リスクが下がるとされる（→根拠に基づく医療）。ただし薬剤治療は、脂質異常症の原因を解決するものではないので、中止すればまた以前の値に戻ることが多く、そのことを指して「一生やめられない」と表現されることもある。
これは、麻薬のように身体依存性があったり、ステロイド製剤のように、急に中止できないという意味ではない。根本的なコントロールには生活改善が望まれるが、遺伝素因も大きいため、必ずしも生活習慣だけで治療できるものではない。

#### 高LDL-Cの治療
HMG-CoA阻害薬であるスタチン系が第一選択となる。重大な副作用としては肝障害と骨格筋障害が知られている。筋肉痛といった症状が出現することが多く、筋炎や横紋筋融解症は極めて稀である。筋疾患や甲状腺機能低下症が認められる場合は横紋筋融解症のリスクが高まるため注意が必要である。高齢者や肝機能障害、腎機能障害がある場合も注意が必要である。重症（目標値よりも50 mg/dL 以上高い）であればアトルバスタチン（Lipitor リピトール）、ピタバスタチン、ロスバスタチンが選択されることが多く、軽症（目標値との差が30 mg/dL 以内）ならばプラバスタチン、シンバスタチン、薬物相互作用が気になる場合はプラバスタチン、ピタバスタチンが選択されることが多い。相互作用はマクロライド系抗菌薬、アゾール系抗真菌薬、カルシウム拮抗薬など多岐にわたる。
ミクロソームトリグリセリド転送タンパク質（MTP）阻害薬であるロミタピド（商品名「ジャクスタピッド」）は、「ホモ接合体家族性高コレステロール血症」に対する適応を取得している。MTPは肝細胞および小腸上皮細胞に多く発現し、トリグリセリドをアポタンパクBへ転送することで、肝臓では超低比重リポタンパク（VLDL）、小腸ではカイロミクロンの形成に関与している。ロミタピドは、小胞体内腔に存在するMTPに直接結合することで、肝細胞および小腸細胞内においてトリグリセリドとアポタンパクBを含むリポタンパク質の会合を阻害する。その結果、肝細胞のVLDLや小腸細胞のカイロミクロンの形成が阻害され、LDL-C値が低下するとされている。
前駆蛋白変換酵素サブチリシン/ケキシン9（PCSK9）を阻害するモノクローナル抗体であるアリロクマブ（商品名「プラルエント」）とエボロクマブ（商品名「レパーサ」）は、両者ともに「家族性高コレステロール血症」または「コレステロール血症」で、「心血管イベントの発現リスクが高い」「HMG-CoA還元酵素阻害剤で効果不十分、又はHMG-CoA還元酵素阻害剤による治療が適さない」の両者を満たす患者に投与される。PCSK9はLDL受容体を分解する作用を持つが、両薬剤ともにPCSK9のLDL受容体への結合を阻害することで、LDL受容体の分解を抑制し、血中LDL-Cの肝細胞内への取り込みを促進する。

#### 高TGの治療
高トリグリセリド血症の治療には、フィブラート、多価不飽和脂肪酸が用いられる。
フィブラートにはHDL-Cを増加させる作用もある。肝障害、横紋筋融解症のリスクがあり、そのリスクは腎機能障害時に増悪する。また胆汁へのコレステロールの排出を促すため、胆石症を起こすことがあり、既往がある場合は注意が必要である。またSU剤やワーファリンとの相互作用も知られている。フェノフィブラート、ベザフィブラート、ペマフィブラートが知られている。フェノフィブラートは尿酸低下作用もあるが、一過性の肝機能障害を起こしやすく、肝障害のある患者では避けられる傾向がある。ペマフィブラートは臓器選択性が高く、臓器障害の少ないフィブラート系薬剤として期待されている。
多価不飽和脂肪酸にはTGを下げる作用があり、イコサペント酸エチル（商品名「エパデール」）、オメガ-3脂肪酸エチル（商品名「ロトリガ」）が承認を受けている。

#### 民間療法薬の例
- 魚油
- フィトステロール
- ビタミンB群 (B3、B5、B6)
- ビタミンE
- イノシトール
- 青汁（ケールなど）

### LDL吸着療法による治療
LDLアフェレーシスといわれ、重度の家族性脂質異常症を患う人などに行う治療法である。患者の血液を取り出し、LDLなど不要なものをろ過して体内に戻す方法で、血液中のコレステロール量は急激に減少するがすぐに元に戻ってしまうため、2週間に1度は治療を行う必要がある。しかし、これも根本的な解決には至らない。

## 脂質異常症に由来する疾患
動脈硬化症
自覚症状はない場合が多いが、血管壁に徐々にコレステロールが蓄積され動脈硬化症が進行することで血液の流れが悪くなる。特に頭蓋内の血管がつまり、脳の一部が死滅する脳梗塞や、心臓の冠動脈の血管が詰まる心筋梗塞になりやすい。高血圧、糖尿病、肥満とともに「死の四重奏」と俗称され、現在はメタボリック症候群といわれる。
膵炎
膵臓の病気。大量飲酒者では高トリグリセリド血症（高TG血症）をきたし易く、よく発症する。また、リポタンパク質の一種のキロミクロンが著しく上昇するリポタンパク質リパーゼ (LPL) 欠損症では、膵炎をきたし易い。乳児で乳を飲んだあと腹痛をきたすなどの場合、中鎖脂肪酸 (MCT) を主体とした治療用ミルクを必要とする。妊娠中に発症した場合、血液浄化療法によるキロミクロンの除去や中心静脈栄養による厳密な脂肪制限を必要とする場合もある。